# Botesdale
Botesdale – wieś w Anglii, w hrabstwie Suffolk, w dystrykcie Mid Suffolk. Leży 32 km na północ od miasta Ipswich i 121 km na północny wschód od Londynu. W 2001 miejscowość liczyła 635 mieszkańców.